# Quéfrence
 (mai 2024).
Si vous disposez d'ouvrages ou d'articles de référence ou si vous connaissez des sites web de qualité traitant du thème abordé ici, merci de compléter l'article en donnant les références utiles à sa vérifiabilité et en les liant à la section « Notes et références ».
La quéfrence est un concept utilisé principalement dans le domaine du traitement du signal, en particulier en analyse cepstrale. Le terme "quéfrence" est une anagramme de "fréquence". En analyse cepstrale, on examine les signaux dans le domaine du cepstre, qui est le résultat de la transformation d'un signal en prenant d'abord le logarithme de son spectre de puissance, puis en appliquant une transformée de Fourier inverse.
En somme la quéfrence est l'inverse de la distance entre raies successives (en Hz) dans la transformée de Fourier du signal temporel étudié. En étant l'opposé de la fréquence, la quéfrence s'exprime en secondes.

## Processus de calcul
Pour expliquer le processus de calcul de la quéfrence avec un exemple concret, nous allons suivre les étapes détaillées ci-dessous. Supposons que nous avons un signal simple composé de deux sinusoïdes :
x(t)=sin(2π50t)+sin(2π120t)
Afin de calculer la quéfrence de ce signal, il est possible de le faire en suivant les étapes de l'analyse cepstrale.

### Étape 1: Transformée de Fourier
Premièrement, nous devons transformer notre signal du domaine temporel au domaine fréquentiel en appliquant la transformée de Fourier (TF). Si nous échantillons notre signal à 1000 Hz pendant 1 seconde, nous obtenons :
X(f)=F{x(t)}
Supposons que le résultat de cette transformation soit :
X(f)=δ(f−50)+δ(f+50)+δ(f−120)+δ(f+120)
où δ est la fonction delta de Dirac, représentant les composantes fréquentielles à 50 Hz et 120 Hz.

### Étape 2: Spectre de Puissance
Ensuite, nous calculons le spectre de puissance en prenant le module carré de X(f) :
P(f)=∣X(f)∣2
Dans notre exemple, le spectre de puissance aura des pics aux fréquences 50 Hz et 120 Hz. Supposons que les magnitudes soient normalisées à 1, donc :
P(f)=δ(f−50)+δ(f+50)+δ(f−120)+δ(f+120)

### Étape 3: Logarithme du Spectre de Puissance
Nous appliquons ensuite le logarithme à ce spectre de puissance pour obtenir :
log(P(f))
En pratique, le spectre de puissance ne sera pas une simple somme de deltas, mais pour cet exemple, nous simplifions. Supposons que les amplitudes du spectre de puissance ne soient pas nulles. Nous appliquons le logarithme pour chaque valeur non nulle, ce qui donnera une valeur non nulle uniquement aux fréquences 50 Hz et 120 Hz.

### Étape 4: Transformée de Fourier Inverse (Cepstre)
Enfin, nous appliquons la transformée de Fourier inverse au logarithme du spectre de puissance pour obtenir le cepstre C(q), où q représente la quéfrence :
C(q)=F−1{log(P(f))}

### Exemple Calculé
Pour visualiser ce processus, considérons un exemple numérique simple avec un échantillonnage limité. Voici un signal composé de deux fréquences, échantillonné à 1000 Hz :
x(t)=sin(2π50t)+sin(2π120t) pour t allant de 0 à 1 seconde, avec 1000 points d'échantillonnage.
1. Transformée de Fourier : Utilisons la FFT (Fast Fourier Transform) pour obtenir X(f).
2. Spectre de Puissance : Calculez P(f)=∣X(f)∣2.
3. Logarithme : Appliquez le logarithme à P(f).
4. Cepstre : Utilisez l'IFFT (Inverse Fast Fourier Transform) pour obtenir le cepstre C(q).

Le résultat du cepstre montrera des pics à des positions quéfrentielles correspondant aux périodicités du signal d'origine. Si nous avons des pics dans le cepstre, par exemple, à q=0.02 seconde et q=0.00833 seconde, cela indique des composantes fréquentielles à 50 Hz (1/0.02) et 120 Hz (1/0.00833).

### Conclusion
En résumé, le calcul de la quéfrence par l'analyse cepstrale permet de transformer un signal pour révéler ses périodicités et résonances cachées. En suivant les étapes décrites (TF, spectre de puissance, logarithme, et TF inverse), nous pouvons identifier les caractéristiques du signal en termes de quéfrence, facilitant ainsi l'analyse et l'interprétation des signaux complexes.